# Acauã (Piauí)
Acauã é um município brasileiro do estado do Piauí. Está localizado na microrregião do Alto Médio Canindé e na mesorregião do Sudeste Piauiense, além de integrar a região imediata de Paulistana e a região intermediária de Picos.
O nome do município tem origem na ave acauã, comum na região. Antes mesmo da chegada da linha férrea à região, que ocorreu nos anos 1930, o local já era conhecido por esse nome devido à presença frequente dessas aves, que faziam ninhos em uma baraúna em frente à casa de uma moradora.

## Topônimo
"Acauã" é derivado do termo tupi akaûã, que designava um tipo de falcão, o acauã.

## Geografia

### Localização
| Noroeste: Paulistana    | Norte: Betânia do Piauí | Nordeste: Santa Filomena/PE e Betânia do Piauí |
| Oeste: Paulistana       |                         | Leste: Dormentes/PE                            |
| Sudoeste: Queimada Nova | Sul: Afrânio/PE         | Sudeste: Dormentes/PE                          |

## Cidades-irmãs
- Paulistana, Piauí, Brasil;
- Afrânio, Pernambuco, Brasil;
- Queimada Nova, Piauí, Brasil;
- Betânia do Piauí, Piauí, Brasil;
- Dormentes, Pernambuco, Brasil;